# Brony

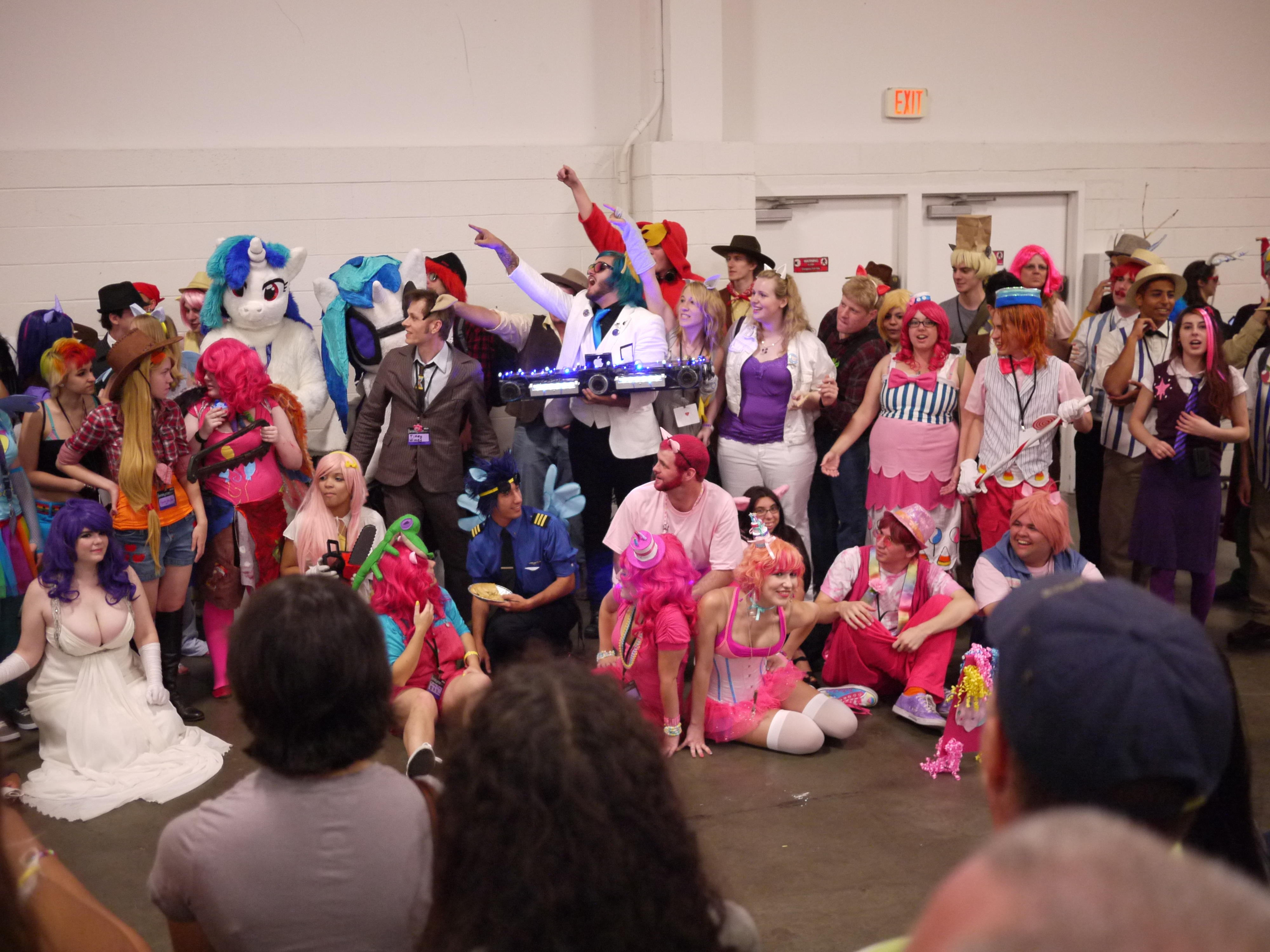
Cosplayers de varios personajes de My Little Pony: Friendship is Magic en la Summer BronyCon (2012)

El término brony (del inglés brother, «hermano», y pony, «poni»), que significa «hermano poni», se utiliza para referirse al fandom de la serie de televisión My Little Pony, siendo la mayoría seguidores de la Generación 4 de la serie, conocida como G4, My Little Pony: Friendship is Magic.
My Little Pony: Friendship Is Magic fue estrenado en 2010 y tenía como objetivo principal un público de entre los 6 y los 11 años de edad, sin embargo, la serie se hizo muy popular en internet, creándose una comunidad de fans que se extiende por todo el mundo, naciendo así una nueva subcultura, cuyos integrantes son adolescentes y adultos, en su mayor parte masculinos pero también femeninos, conocidos como bronies (en plural). Algunas mujeres dentro de los fans prefieren denominarse pegasisters (del inglés pegasus, «pegaso», y sister, «hermana»; es decir, «hermana pegaso»), aunque estas ya están incluidas en el término brony.
Muchos de ellos emplean su tiempo en crear arte basado en la serie, como música, esculturas, dibujos y diversos objetos. Se ha llegado a describir esta comunidad como una comunidad retroalimentada, dado el gran número de aportaciones realizadas por los propios bronies.
Además, cada año se celebran numerosas convenciones (especialmente en Canadá y Estados Unidos, lugares de creación de la serie) que dan cabida a un gran número de asistentes. También la comunidad se ha dado a conocer en numerosos informativos y periódicos.
Hasta ahora ya han pasado algunos años de la creación de la comunidad brony, en 2020 el fandom brony ha ido poco a poco resucitando por la llegada de la G5 (My Little Pony: A New Generation) y trayendo como a nuevos y a veteranos fans que habían abandonado la serie y su comunidad.

## Historia

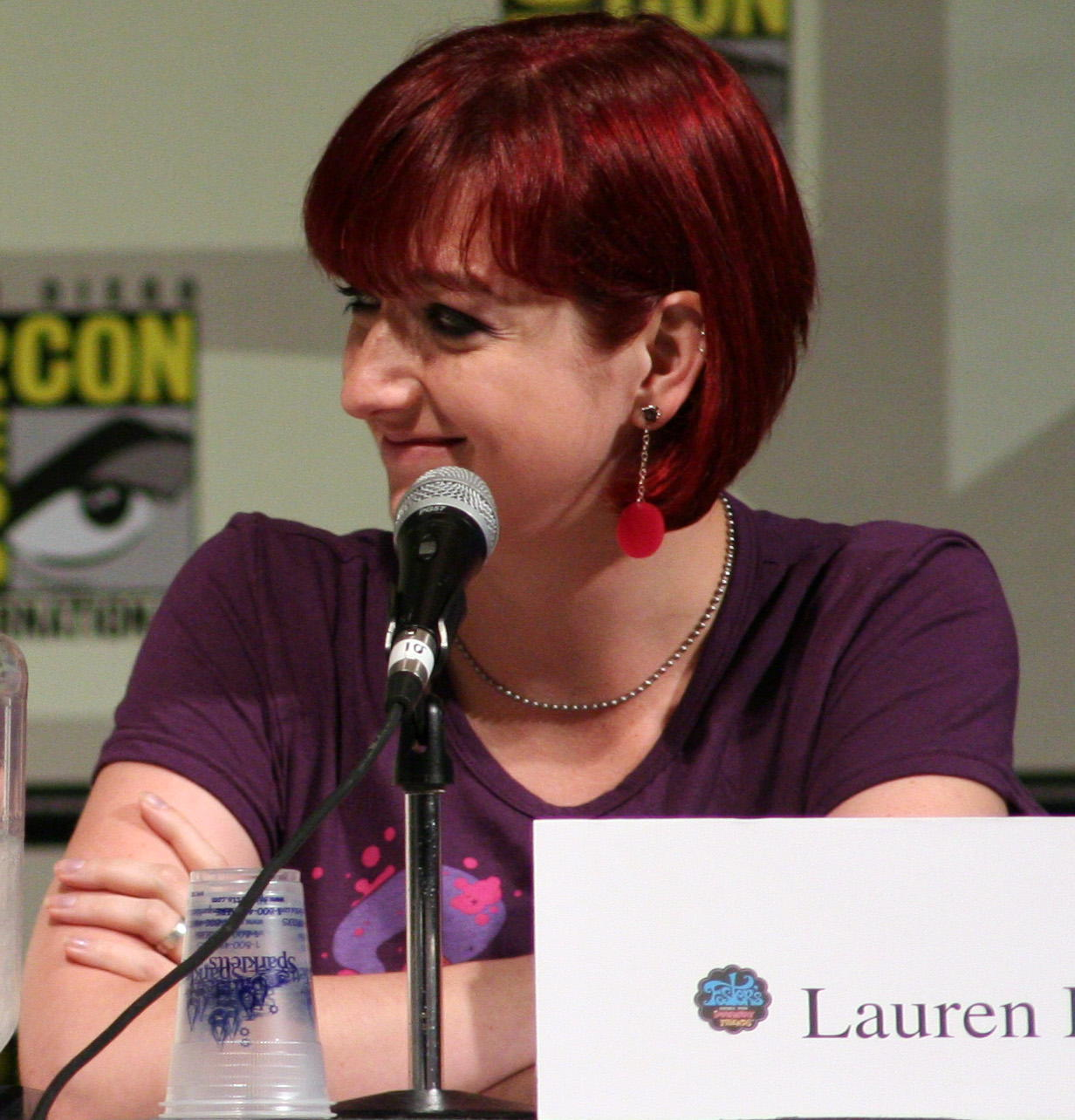
Lauren Faust, desarrolladora y showrunner inicial de My Little Pony: la Magia de la amistad

El 10 de octubre de 2010 se estrenó My Little Pony: Friendship is Magic como parte de la programación del canal de televisión estadounidense The Hub (actualmente, Discovery Family). Unos días después de su estreno, el 19 de octubre de 2010, en la web dedicada a la animación Cartoon Brew, el crítico Amid Amidi escribió un artículo con tono alarmista sobre la nueva serie de la franquicia My Little Pony. En dicho artículo el autor describe la nueva serie de Hasbro como un signo de la decadencia de la industria de la animación, ya que consideraba que era cada vez más habitual crear series de animación centradas en el marketing recurriendo para ello a reconocidos artistas como Lauren Faust (conocida por su colaboración en series de gran éxito como Foster's Home for Imaginary Friends o The Powerpuff Girls).
Este artículo fue publicado por un usuario anónimo en la sección de cómics y dibujos animados de 4chan, un famoso foro estadounidense. A pesar de no tratarse de la primera aparición de la serie en dicho foro, fue la publicación de este artículo de tono alarmista lo que despertó el interés en masa de los usuarios por la nueva serie de Hasbro. El primer capítulo tuvo muy buena acogida entre los usuarios adultos y adolescentes de la página, que valoraron muy positivamente la calidad de la misma. Entre los argumentos más recurridos por los fans se encuentra el hecho de que se trate de una serie innovadora, bien estructurada, con un buen guion y una presentación final en formato flash muy llamativa. 
Más tarde, con el estreno del segundo capítulo de la serie, la cantidad de menciones a la serie en 4chan fue en aumento, provocando una auténtica explosión de interesados en My Little Pony. En esta sección surgió por primera vez el término brony para designar a los seguidores de My Little Pony: Friendship is Magic. Tras el auge de la serie en la sección de cómics y dibujos animados, los bronies empezaron a expandirse por otras secciones de 4chan como /b/ (Random), así como por otros foros, páginas web y redes sociales.
A raíz de la creciente popularidad de la serie en 4chan, no tardaron en surgir páginas web dedicadas exclusivamente al movimiento brony. Entre las primeras web destacaban Ponychan, un imageboard centrado en discutir temas sobre My Little Pony: Friendship is Magic; y Equestria Daily, un blog creado por un estudiante universitario estadounidense el 11 de enero de 2011, que se hizo famoso por tratar temas de actualidad sobre la serie y la comunidad brony. Este blog recibía más de 175,000 visitas diarias dejando patente la gran popularidad que había alcanzado la nueva generación de la franquicia My Little Pony. 
En 4chan, la creciente cantidad de hilos dedicados a My Little Pony: Friendship is Magic empezó a generar malestar entre algunos de los usuarios del sitio, muchos de los cuales califican este nuevo fenómeno como un «cáncer» que debía ser erradicado y trataban de sabotear los hilos sobre el tema. Las disputas entre usuarios simpatizantes y detractores de la serie ocasionaron multitud de expulsiones por parte de los moderadores de la web, llegándose a prohibir por completo mencionar la serie durante algunos momentos. El 16 de febrero de 2012, el administrador de 4chan calificó el fenómeno brony como «una de las mayores subculturas de la historia de 4chan» y decidió crear un subforo dedicado en exclusiva a ellos, conocido como /mlp/ (Pony).

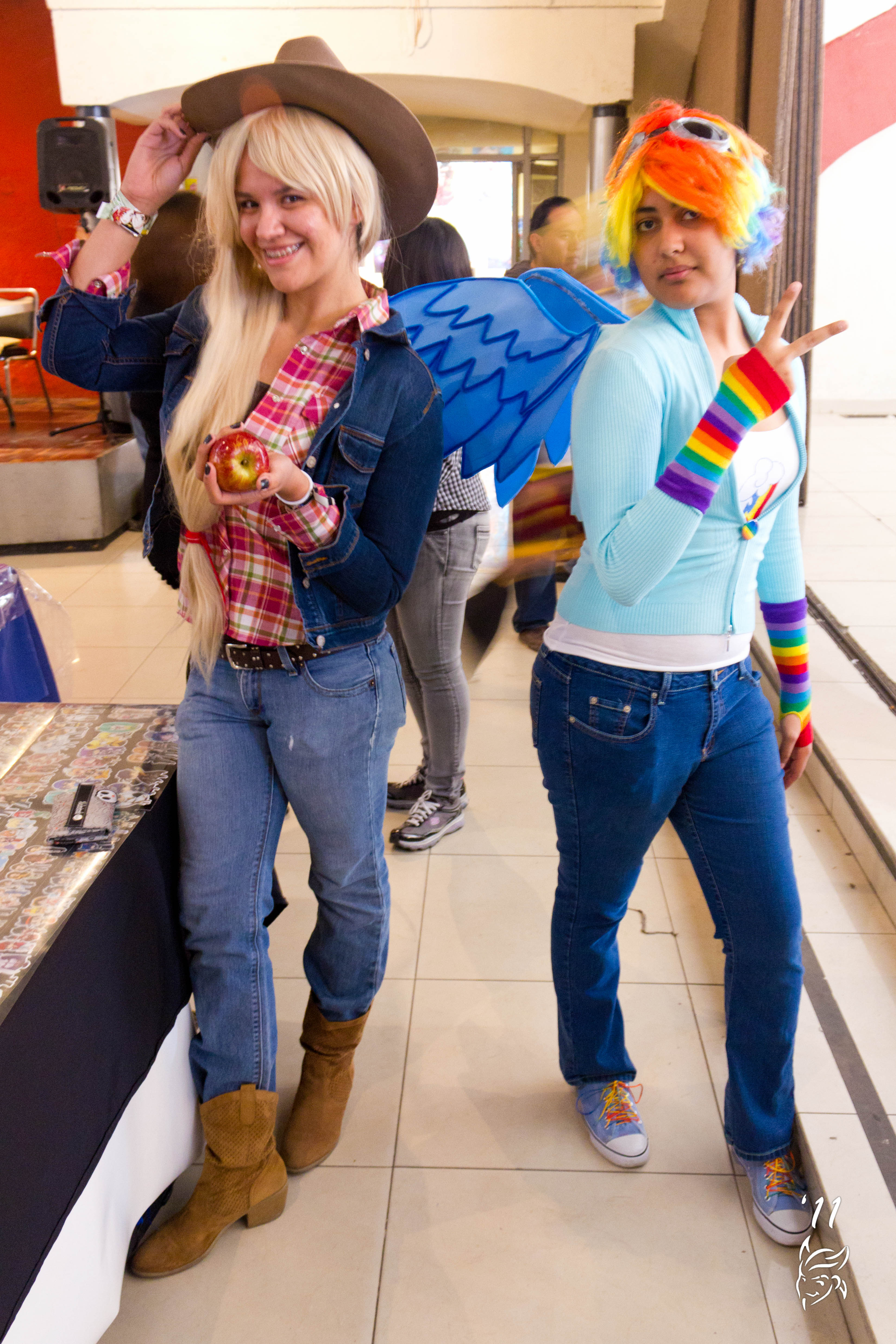
Cosplayers de Applejack y Rainbow Dash en una reunión de cosplayers en Chihuahua (México) en noviembre de 2011

En la actualidad, la subcultura brony cuenta con cientos de sitios web dedicadas a dicho movimiento (como Derpibooru) además de encontrarse presente en multitud de páginas, redes sociales y foros de Internet, como es el caso de YouTube, DeviantArt, Tumblr, Reddit, entre otros.
Los creadores de la serie están al tanto del enorme revuelo ocasionado y han interactuado en multitud de ocasiones con sus fans. El 27 de mayo de 2011, The Hub publicó una versión extendida de su videoclip parodia de la canción de Katy Perry California Gurls llamada «Equestria Girls» en exclusiva para Equestria Daily, mostrando así su apoyo hacia los fans.
A pesar de haber tenido una difusión mundial, la gran mayoría de aficionados a la serie se encuentran en Norteamérica, aunque también cabe destacar la presencia en Europa y América Latina. La edad de los bronies oscila entre los 13 y 30 años y predomina el género masculino.
El interés producido en personas adultas por My Little Pony es comparable al de otras series de animación como Phineas y Ferb, Bob Esponja o The Powerpuff Girls, casos en los cuales se valoran especialmente la calidad del argumento y la animación. Este inesperado interés por parte del sector adulto de la audiencia ha provocado que los creadores incluyeran a menudo referencias a la cultura pop y a la subcultura brony a lo largo de la serie, (como referencias a I Love Lucy, The Benny Hill Show, Star Wars o The Big Lebowski).

## Comunidad de fanáticos
El colectivo de fans de My Little Pony se extendió rápidamente gracias a Internet por todo Estados Unidos. Más tarde, llegaría a Europa y América Latina, y luego al resto del globo terrestre. El fandom europeo tiene presencia en toda la Europa Occidental, siendo los núcleos Alemania, Gran Bretaña y Francia. Existe un estudio oficial acerca de los bronies llamado The Herd Census que se realiza de manera anual y en el cual se pueden encontrar estos datos más detallados, entre muchos otros.
La comunidad brony se relaciona gracias a varios sitios webs como foros, redes sociales o tablones. Además, es un fandom muy activo en la creación de música, arte y animaciones. Los bronies suelen dividirse según la influencia de esta afición en su vida. En un extremo están las personas que mantienen su gusto por esta serie en secreto por miedo a ser rechazados socialmente, mientras que en el extremo opuesto está la gente que se relaciona con otros bronies y muestra su afición por esta serie sin darle importancia a su género o su público predeterminado. Aquellos que consiguen saltar la primera barrera de vergüenza se abren a la compra de figuras de la serie, asisten a quedadas con otros bronies y tratan de seguir una pauta de valores establecidos.
Uno de los lemas más populares es Love and Tolerate (en inglés: Amor y Tolerancia), frase usada por Lauren Faust refiriéndose a la actitud de los detractores que surgieron durante la expansión de la comunidad de bronies. Paralelamente al fandom original de My Little Pony, el cual se mueve por seguir la vía del humor blanco, existen ramas más oscuras que no tienen nada que ver con los ideales iniciales de la serie, donde tienen cabida enfoques sexuales o violentos, entre otros. 
Hoy en día, la presencia brony está en aumento y es cada vez más aceptada por la sociedad. El abanico de opiniones de gente externa al fandom es grande y variada, desde algunos que creen que debería ser erradicado hasta otros que lo aceptan como un hecho normal y respetable.

## Encuentros y convenciones
Debido a la fama mundial de la serie, los fans acostumbran a organizar quedadas, convenciones y encuentros para reunirse, conocerse, hablar de la serie, darla a conocer ante el resto de la gente y sobre todo para pasarlo bien.

En Estados Unidos una de las convenciones bronies más conocidas es la BronyCon, que se realizó por primera vez en junio de 2011, aunque originalmente se la conocía bajo el nombre de BroNYCon, ya que las tres primeras ediciones de dicho evento se celebraron en la ciudad de Nueva York. La cuarta edición tuvo lugar en Secaucus, Nueva Jersey. El quinto evento tuvo lugar en agosto del 2013 en Baltimore, Maryland. 

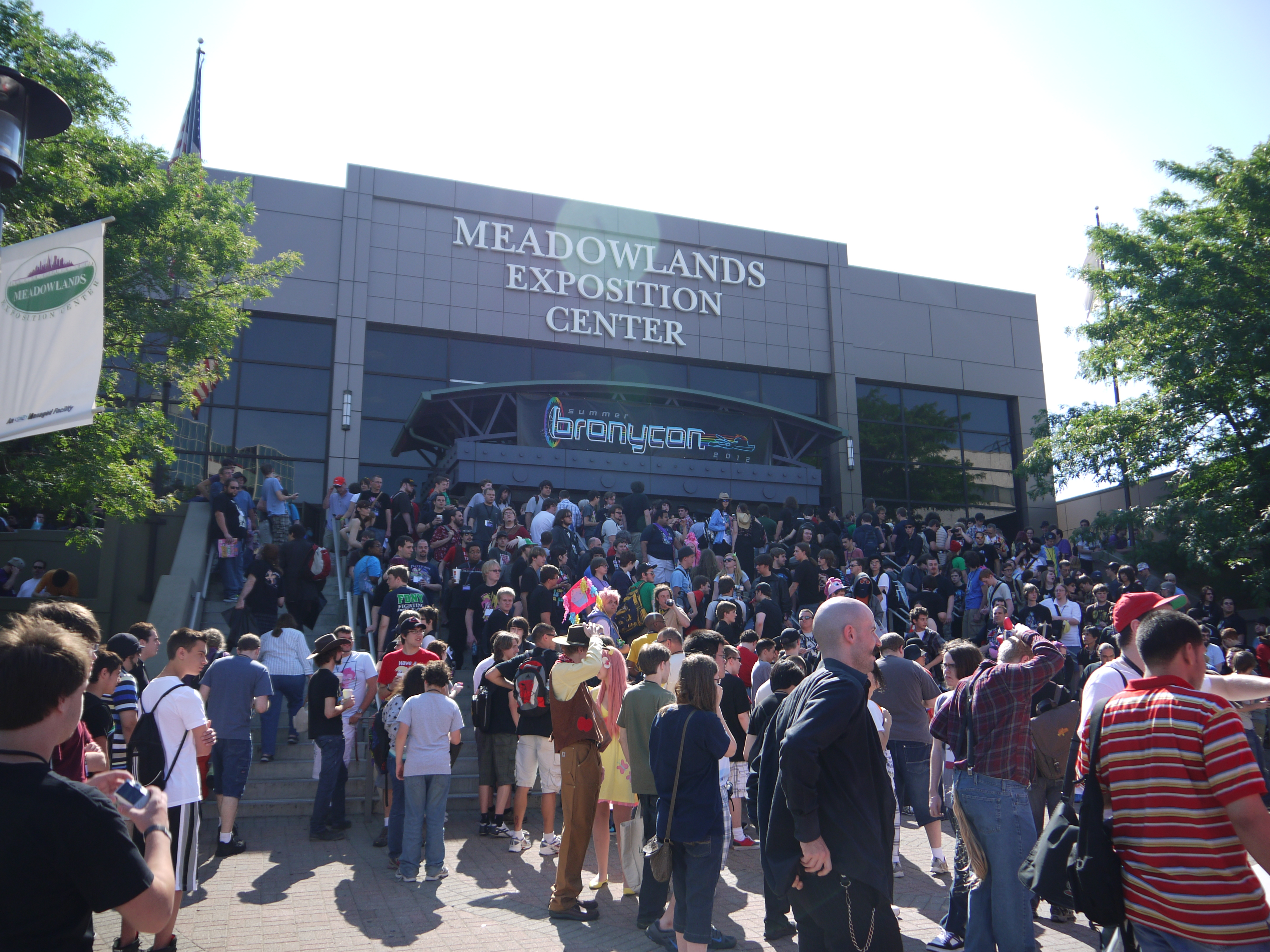
BronyCon del verano de 2012

La BronyCon es la más importante dentro del territorio de los Estados Unidos puesto que a ella acuden regularmente como invitados colaboradores de la propia serie como Tara Strong (actriz de voz de Twilight Sparkle en la versión original), el actor John de Lancie (actor de voz de Discord en la versión original) e incluso Lauren Faust, la creadora de la serie.
Otro de los motivos por el cual este evento ha cobrado tanta importancia es gracias al documentalista Michael Brockhoff, el cual rodó un documental sobre la cultura brony titulado Bronies: The Extremely Unexpected Adult Fans of My Little Pony. Durante el rodaje de dicho documental fue acompañado por el propio John de Lancie. 
La filmación ayudó a dar a conocer el evento, aumentando de esa forma su popularidad. Gracias al presupuesto final, el documental pudo extenderse a otras convenciones como la Everfree Northwest, una convención anual de tres días de duración que se celebra a mediados de julio y que tiene lugar en Seattle, Washington.
Existen otras convenciones dedicadas exclusivamente al universo de My Little Pony dentro del territorio de Estados Unidos como es el caso de Canterlot Gardens, que tiene lugar a finales de septiembre en Ohio y se financia mediante donaciones anónimas. También están Equestria LA, que se celebra en diciembre y está ubicada en Los Ángeles, California; y Midwestria en Chicago, Illinois. A estas convenciones suelen acudir multitud de artistas y actores de voz pertenecientes a la serie, así como otros reconocidos miembros de la comunidad fan. En el resto de América también existen convenciones en países como Chile o México (véase BronyMexiCON en este último).

En Europa, la convención por excelencia es la GalaCon de Alemania, seguida de cerca por la BUCK en Gran Bretaña. Estas dos se celebran en verano anualmente, y a la primera asiste personal del estudio de animación de la serie. Recientemente se ha iniciado este tipo de eventos en Francia con los BronyDays. 

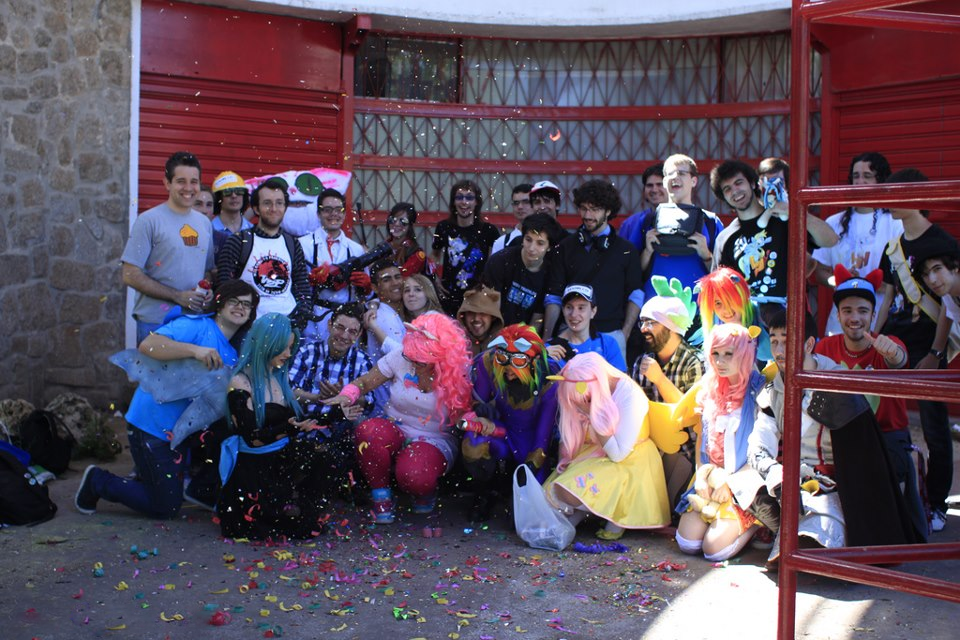
Brony meetup en Madrid (2013)

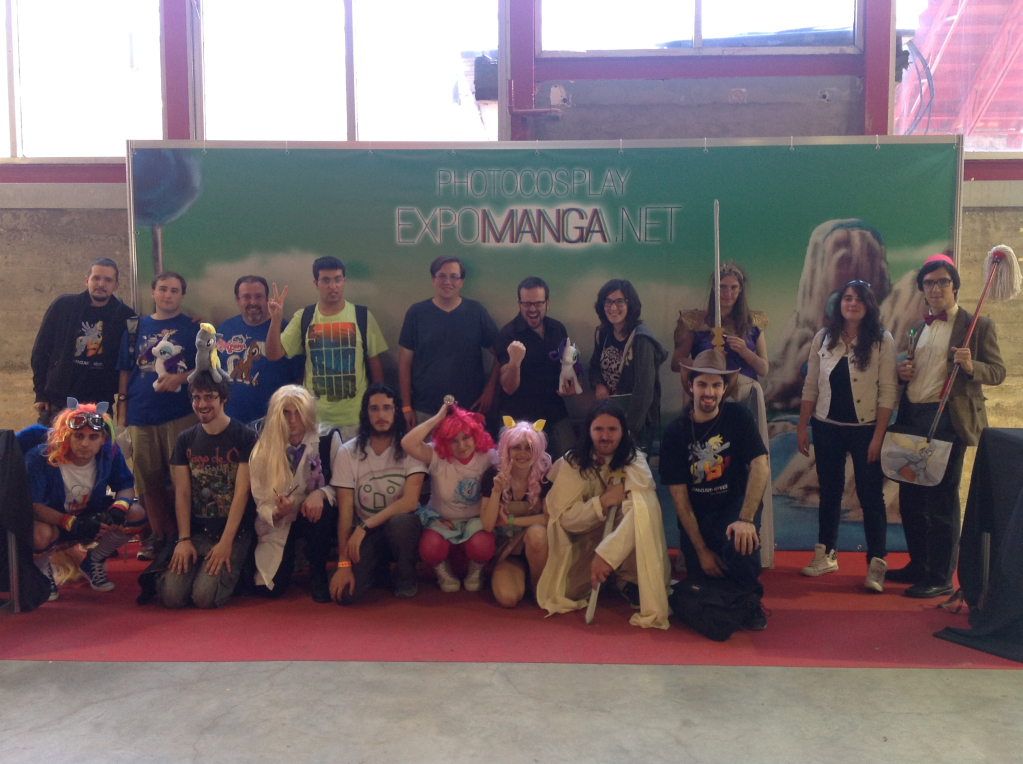
Foto de la meetup realizada en el expomanga de 2014

Fuera de estos casos, en países como España no existen aún convenciones con repercusión internacional basadas en la serie, sin embargo, gracias al aumento del número de bronies en este país se organizan otros eventos de menor repercusión conocidos como encuentros (en inglés, meetups).
Los encuentros son eventos más reducidos donde un número indefinido de personas se reúnen dentro de convenciones grandes (como salones del cómic y manga) para hablar de la serie, hacerse fotos grupales, realizar actividades relacionadas con la serie, y darse a conocer. El primer encuentro entre bronies españoles del que se tiene constancia se realizó en mayo del 2012 dentro del evento Expomanga de Madrid. Este primer encuentro se centró principalmente en conocer a gente que fuese fan de la serie, hablar un poco de ella y buscar productos relacionados con la serie dentro del evento. 
Poco a poco surgieron más quedadas de My Little Pony dentro del territorio español en ciudades como Valencia o Barcelona, y se les fueron incorporando actividades nuevas, como sorteos, cantar canciones de la serie o jugar a juegos basados también en My Little Pony.
En 2015 tuvo lugar la primera convención brony de España, el Summer Wrap Up Festival, realizada por la asociación sin ánimo de lucro IberBronies. En la edición siguiente, en 2016, acudieron los principales actores de doblaje de la serie.
Algunos bronies, a la hora de ir a quedadas o meetups, suelen ir vestidos con camisetas o llevando chapas y accesorios centrados en la serie, e incluso suelen aprovechar eventos de cómics y manga para lucir cosplays centrados en personajes de la serie.
En América Latina existen grupos con un número considerable de miembros en países como México, Chile, Perú, Argentina, y Ecuador, entre otros. El lugar donde hay más eventos bronies es en México, donde incluso invitan a las actrices que doblan la serie en español neutro y un número grande de invitados. En otros países, como Perú, se crean meetups donde se reúnen cada cierto tiempo un número de invitados, aunque con un número reducido de personas. En dicho país, se ha hecho un evento donde se presentaron dos actrices de doblaje mexicanas (Carla Castañeda y Claudia Motta), llamado la BrohooFest. 

### Valoresbrony
Dentro de la comunidad brony son ampliamente aceptados los valores que enseña la serie. Estos valores se centran en la amistad, tal y como ya anuncia el título de la serie «Friendship is Magic» ("La amistad es mágica")[cita requerida]. En cierto sentido, la Generación 4 o G4 rompe con el estilo de las anteriores, más centradas en los valores del amor. Estas generaciones no tuvieron mucho éxito, entre otras razones, por estar cargadas con estereotipos. Es por ello que la compañía Hasbro buscaba renovar la franquicia a través de una serie muy diferente a las anteriores. Lauren Faust decidió dotar a las 6 protagonistas de unas cualidades o valores referentes a la amistad. Uno de los puntos fuertes de la serie es, sin duda, la idea de resumir brevemente la enseñanza de cada capítulo en una carta que la protagonista Twilight Sparkle envía a la Princesa Celestia contando lo que ha aprendido.
Es debido a estos seis valores que el término brony tiene diferentes niveles de significado, unos más profundos que otros, siendo el más representativo de todos estos valores la tolerancia. Hablando en términos generales, la comunidad brony está unida por un sentimiento muy fuerte de tolerancia y amistad.

#### Magia
La serie gira en torno al valor de la amistad, comenzando con el problema de Twilight Sparkle, la principal protagonista al principio de la serie, que no valoraba la amistad porque no sabía lo que era en realidad. Aparte de ser el valor más importante de la serie y que la engloba, su significado en la serie tiene más profundidad. Su elemento es la magia.

#### Amabilidad
La protagonista Fluttershy es la pony que da significado a este valor de la amistad. Su carácter es respetuoso, sincero y bondadoso. Es uno de los valores más aceptados por la comunidad.

#### Risa
Pinkie Pie es la pony que representa este valor de la amistad. Al igual que los anteriores, los fans más fieles de la serie adoptan y aceptan este valor. Su personaje se identifica tanto con la risa como con el optimismo y la alegría, queriendo transmitir que siempre hay que ser feliz y afrontar las adversidades con buena cara.

#### Lealtad
Es uno de los más importantes valores dentro de la amistad. Rainbow Dash es la protagonista que representa la lealtad.

#### Generosidad
La pony protagonista que se encarga de representar este valor de la generosidad es Rarity, que siempre está dispuesta a compartir con sus amigas cualquiera de sus nuevos diseños y vestidos de su boutique.

#### Honestidad
La sinceridad u honestidad es el valor de ser decente, razonable, justo u honrado, y es la facultad de decir siempre la verdad. La pony que mejor encarna este valor de la amistad es Applejack.

## Donaciones y recaudaciones de dinero
El fandom brony también está muy involucrado en la ayuda social y la colaboración desinteresada con asociaciones que ayudan a mejorar la calidad de vida de personas sin recursos. La organización brony más conocida es For Good. Esta organización lanzó un álbum de música, Seeds of Kindness, con el que pretendió reunir dinero para abrir una clínica médica en Uganda, donde hay menos de un doctor por cada 12 000 habitantes y la esperanza de vida es de apenas 50 años. En la actualidad ya han recaudado más de 53 300 dólares y están trabajando en un segundo álbum, Seeds Of Kindness 2. Otro proyecto fue Smile! A Christmas Charity Fundraiser, en el que se organizó una recaudación de dinero para el Children’s Cancer Association, asociación por la lucha contra el cáncer infantil. También trabajan en colaboración con otras asociaciones como Your Siblings.
Andrea Libman, la actriz de voz en inglés de los personajes Fluttershy y Pinkie Pie, también ha colaborado con eventos de este ámbito como The Ride to Conquer Cancer, al que proporcionó apoyo económico y difusión gracias a un concurso de dibujos que extendió por Facebook y Twitter.
Las convenciones son también aprovechadas para el propósito de donar dinero mediante subastas de arte. También es conocida Tara Strong, quien interpreta a Twilight Sparkle, por su ayuda en su fundación Kiki's Found para tratar a Kiki, enferma de cáncer. En la página de eBay suelen aparecer objetos sobre la serie firmados por ella y otros miembros del equipo de la serie que salen a subasta. Strong también apoya a otras cuatro recaudaciones de dinero en beneficio de otras personas gravemente enfermas con el fin de pagar el coste de los tratamientos. 
Otras donaciones de grupos de bronies son las de Humble Brony Bundle, cuyas recaudaciones donan a Humble Indie Bundle, un grupo independiente de videojuegos para las fundaciones Child's Play y el grupo de ayuda al necesitado American Red Cross, que encabezó la lista de contribuciones para una venta y aportó la mayor donación para una venta más tarde después de una competencia amistosa con el desarrollador de Minecraft Markus Persson. Esta rivalidad amistosa encabezó las listas de donación. Humble Brony Bundle donó más de 13 000 dólares y superó las cantidades de Persson y el resto de organizaciones.
También en Nuevo Hampshire, la asociación Brony Thank You Fund ha quedado, gracias a sus acciones, quedar exenta de impuestos al tratarse de una organización sin ánimo de lucro. Este mismo grupo fue el responsable del primer anuncio emitido en televisión hecho por y para fans de una serie de televisión, el cual fue emitido el 5 de noviembre de 2012.

## Contenido creado por fans
La comunidad fan de My Little Pony se caracteriza por ser muy activa y crear contenido basado en la serie a diario. La gran mayoría de los autores de dicho contenido se encuentra en Estados Unidos. Aun así son cada vez más los artistas no estadounidenses que se apuntan a crear contenido de este tipo debido a que cada vez hay más fans de la serie por todo el mundo.
El contenido creado por los fans se puede dividir en seis tipos: juegos, arte, música, vídeos, historias y contenido lucrativo.

### Videojuegos
Ya se ha hablado de que los bronies son un fandom muy activo, dedicándose a hacer todo tipo de trabajos en homenaje a la serie, y los videojuegos no son una excepción, tanto programados desde cero como usando herramientas de mayor o menor profesionalidad, y en muchas ocasiones, son videojuegos gratuitos.
Actualmente existe un gran número de software de entretenimiento sobre la serie en la red, destacando los minijuegos flash de varios géneros que pueden encontrarse en DeviantArt. Sin embargo, hay un grupo de juegos que destacan sobre el resto por su magnitud, calidad técnica u otros factores:

#### Ponykart
Ponykart es un título de carreras desarrollado por el estudio del mismo nombre en 2012, y que pretende ser un homenaje a la famosa franquicia de Nintendo Mario Kart. Si bien el juego empezó con un nivel estético y técnico más próximo a la entrega del SNES y de estilo pixelado, actualmente ha evolucionado hasta parecerse más a las versiones tridimensionales de la saga y tener un mayor colorido y suavidad. Los circuitos conocidos hasta ahora son Sweet Apple Acres (inspirado en la granja del personaje Applejack y su familia, con puentes, ligeros desniveles y obstáculos) y White Tail Woods, el bosque donde tiene lugar la carrera para hacer caer las hojas de otoño en la serie. Si bien pueden encontrarse en la web diversas capturas, dibujos y estadísticas de los personajes, aún no se conoce fecha para el lanzamiento de una posible versión demo.

#### My Little Investigations
Desarrollado por el equipo Equestrian Dreamers en 2011, es un juego de aventuras gráficas basado en el videojuego Ace Attorney Investigations. Al igual que en el videojuego protagonizado por el fiscal Miles Edgeworth, la misión es investigar escenarios de varios crímenes, recabar pistas e interrogar a sospechosos deduciendo conclusiones de sus testimonios, teniendo cuidado de no fallar para no acumular fracasos que lleven a un fin de partida. En esta ocasión la protagonista es Twilight Sparkle, ya que la unicornio decide en el primer caso del juego investigar el robo de una gema a una de sus amigas dada la escasez del departamento policial de Ponyville. El jugador se puede mover por diversos escenarios dentro y fuera del pueblo en tercera persona, explorando y hablando con varios personajes, y a veces se presencian secuencias de imágenes estáticas que desarrollan la trama, del mismo modo que ocurre en la franquicia Ace Attorney. El juego cuenta con voces y un estilo artístico a base de vectores idéntico al de la serie y una banda sonora que incluye temas del juego original, mezclas con propios de la serie y otros completamente originales. El juego se lanzó junto con el caso 1 el 9 de abril de 2014 y es gratuito y compatible con Windows, Mac OS y Linux. El caso 2 se encuentra actualmente en desarrollo.

#### Fighting is Magic
Desarrollado por el equipo Mane6 el 13 de febrero de 2013, es un juego de peleas al estilo Street Fighter. Cuenta con un modo historia y un modo versus (dos jugadores), y los personajes jugables disponibles son Twilight Sparkle, Applejack, Pinkie Pie, Rarity, Fluttershy y Rainbow Dash, y la música fue hecha por «RainbowCrash88". Posteriormente, el proyecto fue interrumpido por órdenes de Hasbro, que ordenó a sus abogados detener el proyecto, quedando incompleto. El equipo Mane6 estuvo tratando de negociar con Hasbro para ver si aún podían llegar a un acuerdo. Varios grupos de fans retomaron el proyecto en su concepto original, pero en 2018 el equipo oficial anunció la creación de Them's Fightin' Herds, un juego no afiliado con la serie, pero que aún mantiene el estilo de Lauren Faust tanto en diseño como en los personajes, debido a que el equipo contó con su ayuda, ya que ella misma quiso ver renacer el proyecto. 

#### Legends of Equestria
También conocido bajo su acrónimo como LoE, es un videojuego MMORPG multijugador en 3D, desarrollado por un conjunto de fans de la serie. El videojuego constantemente se encuentra en desarrollo y la mayoría de sus actualizaciones se basan en mejorar el rendimiento del mismo o agregar nuevas misiones para los jugadores. Los jugadores pueden crear a un poni como una de las tres principales razas (pegasos, ponis terrestres y unicornios), donde estos pueden exploran e interactuar con la inmensidad del mundo de Equestria. Los jugadores pueden embarcarse en misiones, hacer nuevos amigos para ayudarse entre sí, hablar con sus amigos, jugar con amigos, entrar en combates tanto PvP como PvE, personalizar al pony, hacer roleplay, entre muchas otras cosas. La descarga del juego está disponible durante un fin de semana determinado por los desarrolladores del juego, donde los servidores del juego son abiertos, conocidos como Open Server Weekend.

#### Pony Town
Pony Town, es un videojuego de rol multijugador en línea, lanzado inicialmente el 25 de diciembre de 2016 como un proyecto aún en progreso (en beta), el cual, permite a los jugadores diseñar y controlar personajes personalizados, generalmente basados en ponis. El entorno del juego está compuesto por un mundo abierto donde los usuarios pueden explorar, construir y socializar. Una de sus características principales es la amplia herramienta de personalización de personajes, que incluye opciones para modificar colores, formas y detalles específicos, lo que fomenta la expresión individual y el diseño creativo. Además, los jugadores pueden colaborar para construir estructuras personalizadas dentro del juego, utilizando recursos decorativos y un sistema de diseño flexible. Pony Town no cuenta con objetivos o misiones tradicionales, lo que lo convierte en un espacio para la interacción libre sin necesidad de un sistema de juego competitivo. El juego es accesible a través de navegadores web, aunque incluye un sistema opcional de contribuciones por suscripción por medio de plataformas como Patreon para apoyar su desarrollo continuo y acceder a características adicionales. Ha ganado popularidad entre el fandom y otras comunidades creativas en internet y ha mantenido una base de jugadores activa hasta la fecha. Algunos jugadores han reportado la similitud de este videojuego con otros como Club Penguin.

#### Story of the Blanks
Conocido en inglés: My Little Pony: Friendship is Magic – Story of the Blanks, lit. 'My Little Pony: La Magia de la Amistad – La Historia de los En Blanco', es un videojuego creado y desarrollado en Adobe Flash por el usuario Donitz y otros usuarios el 2 de julio de 2011, como parte de un creepypasta y de un concurso de desarrollo de videojuegos en la página Equestria Gaming. El videojuego utiliza gráficos de NES y posee limitaciones gráficas (hasta la limitación de 8 sprites por línea). La música del juego fue creada usando famitracker (un rastreador de NES/famiclón). La trama del juego sigue a Twilight Sparkle, y sobre todo a Apple Bloom, ambas personajes de la serie original, esta última se adentra en el Bosque Everfree y descubre un pueblo apartado y habitado por ponis que carecen de sus marcas de talento o cutie marks. A medida que avanza la historia, Apple Bloom desentraña un oscuro secreto relacionado con los habitantes de la aldea, lo que lleva a un cambio tonal hacia el género del terror psicológico. A pesar de su relación con My Little Pony, este videojuego aborda temas más oscuros y maduros, lo que ha contribuido a su notoriedad en el fandom como de otras comunidades tanto de los videojuegos independientes como del fandom. El juego es conocido por su enfoque en la atmósfera, su narrativa sencilla pero efectiva y su capacidad para transmitir tensión mediante su diseño visual y musical minimalista.

### Arte creado por fans
La producción de dibujos basados en elementos de la serie es muy alta. Gracias a DeviantArt y otros sitios web de divulgación, se puede encontrar una gran cantidad de imágenes y dibujos con temas muy diversos. Debido a esta gran riqueza, es difícil en ocasiones localizar al autor de cada imagen, ya que todos los contenidos se distribuyen rápidamente. Por toda esta variedad de estilos, ambientaciones, temas y técnicas, se puede decir que los fans ven en My Little Pony una gran pantalla para expresarse libremente y mostrar de qué son capaces.

### Música
La música brony es la música original inspirada por la serie y sus personajes. Según el estudio Herd Census 2013 la actividad relacionada con My Little Pony más frecuente entre los fans es escuchar música brony. Esto se debe a la gran variedad de temas y estilos y a su fácil disponibilidad, ya que la gran mayoría se encuentra de forma gratuita en YouTube, e incluso Spotify. Algunos de los artistas bronies más conocidos son:
- Assertive Fluttershy: Actualmente conocido como Assertive, es un compositor canadiense de estilo happy hardcore. Sus canciones más famosas son: Boo Hoo y Boooring.

- BronyDanceParty: Animador de canciones y ayudante con los vídeos de WoodenToaster como: Rainbow Factory (Remix), Awoken (Remix), entre otros.

- Bronyfied: Músico nacido en Finlandia que compone canciones instrumentales de metal. Entre sus éxitos destacan: Brony Metal Medley y Fight for the Crystal Empire, entre otras.

- Carbon Maestro: Compositor de bandas sonoras y creador del álbum Pony Empires Complete.

- Evening Star: Músico británico que compone canciones instrumentales y algunos con voces.
- Frenssu: Actualmente conocido como Sim Gretina, es un músico de Finlandia, el cual se centra en música electrónica y remixes, y es conocido por canciones como: Gladiators, Princess of the Night (Remix), entre otras.
- Ken Ashcorp: Músico y compositor británico, siendo 20 Percent Cooler su canción más conocida.

- Mic The Microphone: Rapero estadounidense, cuyas canciones más destacadas son: Sonic Rhyme-Boom, Nightmare Night, Beyond Her Garden, entre otras.

- PrinceWhateverer: Cantautor británico que compone e interpreta canciones de rock y metal, y cuyas canciones destacadas son: Taking Flight y Breaking Bonds, entre otras.

- RainbowCrash88: Actualmente conocido como RC88, es un compositor de canciones en 8-bits y creador de la banda sonora del videojuego Fighting is Magic.

- The Living Tombstone: Es un dúo musical israelí, con gran número de suscriptores en su canal de YouTube, cuyas algunas de sus canciones se centran en la temática brony. Compone y canta música electrónica (especialmente, música dubstep), y entre sus canciones destacan: Discord (Remix), Good Ol' Days, September, entre otras.

- WoodenToaster: También conocido como GLAZE, es un músico brony británico que compone y canta música electrónica. Fue de los primeros en hacer música brony y es conocido por canciones como: Rainbow Factory, Beyond Her Garden, Awoken, entre otras.

### Vídeos
Desde un principio los bronies empezaron a representar historias, chistes y parodias relacionados con la serie a través de vídeos, ya fueran montajes de escenas de la serie o animaciones originales. Se pueden distinguir tres tipos de vídeos comunes en el fandom brony:

#### Animaciones
Las animaciones relacionadas con My Little Pony son muchas y generalmente de gran calidad. Dado que su desarrollo lleva muchas horas de trabajo y requieren mucha gente para hacerlas posibles (animadores, actores de voz, músicos, entre otros), son más escasas en comparación con el resto de contenido hecho por fans. Hay algunos animadores que por su calidad destacan sobre el resto:
- Hotdiggedydemon: Es el creador de la serie PONY.MOV, una serie humorística de 6 capítulos (uno para cada una de las ponis principales, las Mane 6) que relata la batalla contra Discord para salvar Ponyville. El estilo aplicado es bastante similar al de Ren & Stimpy.

- JanAnimations: Es conocido por hacer animaciones con prácticamente la misma calidad y estilo que las de la serie original. Entre sus vídeos más famosos destacan Let’s Go and Meet the Bronies, una animación que apareció en el documental Bronies: The Extremely Unexpected Adult Fans of My Little Pony, doblada por John de Lancie, Tara Strong y “Picture Perfect Pony”.

- Silly Filly Studios: Es el estudio responsable de crear el primer episodio hecho por los fans de la serie, llamado Snowdrop, que trata sobre una pequeña potrilla ciega que descubre la magia del invierno.

#### Videos Musicales Pony
Los PMV o Pony Music Videos (Videos Musicales Pony en español) son videoclips de canciones (bronies o no bronies) creados con clips de la serie o con animaciones originales. Son muy abundantes y van desde la parodia y el meme, hasta la animación sería hecha para complementar una canción.

#### Parodias
Los vídeos que hacen parodias o referencias a My Little Pony y a otras series usando animaciones originales o montajes basados en trozos de la serie también son muy abundantes. Entre ellos destacan dos series de vídeos con millones de reproducciones cada uno:
- Ponies: The Anthology: Son un recopilatorio de parodias cortas, la mayoría de las cuales son imágenes de la serie montadas con sonido procedente de otros vídeos y algunas animaciones originales.

- Friendship is Witchcraft: Es una serie de parodias que consisten en el re-doblaje de capítulos o trozos de capítulos de la serie. Contienen también canciones y animaciones originales.

- PONY.MOV: Es una serie de parodias para adolescentes y adultos, inspirada en el estilo de dibujo de Ren y Stimpy. En cada video se relatan situaciones cómicas, pero con un humor negro, contenido sexual, uso de drogas, y violencia (todo lo contrario a la serie original), aunque luego los personajes deben salvar a Equestria de Discord (cada episodio es sobre cada uno de los ponis).
- Friendship is Violence: Es una animación paródica que es conocida por su estilo humorístico y tono irreverente, presenta una versión exagerada y cómica de los personajes y situaciones de la serie original, utilizando humor negro y diálogos absurdos. La parodia ha sido destacada dentro del fandom brony.
- Friendship is Manly: Es una serie de videos animados paródicos que reimagina a los personajes principales con un estilo exageradamente masculino, destacando músculos prominentes y situaciones humorísticas y cómicas que contrastan con la temática original de la franquicia, a veces haciendo referencias a JoJo's Bizarre Adventure, reinterpretando de forma absurda el concepto de la amistad y las aventuras de los personajes.

### Historias creadas por fans

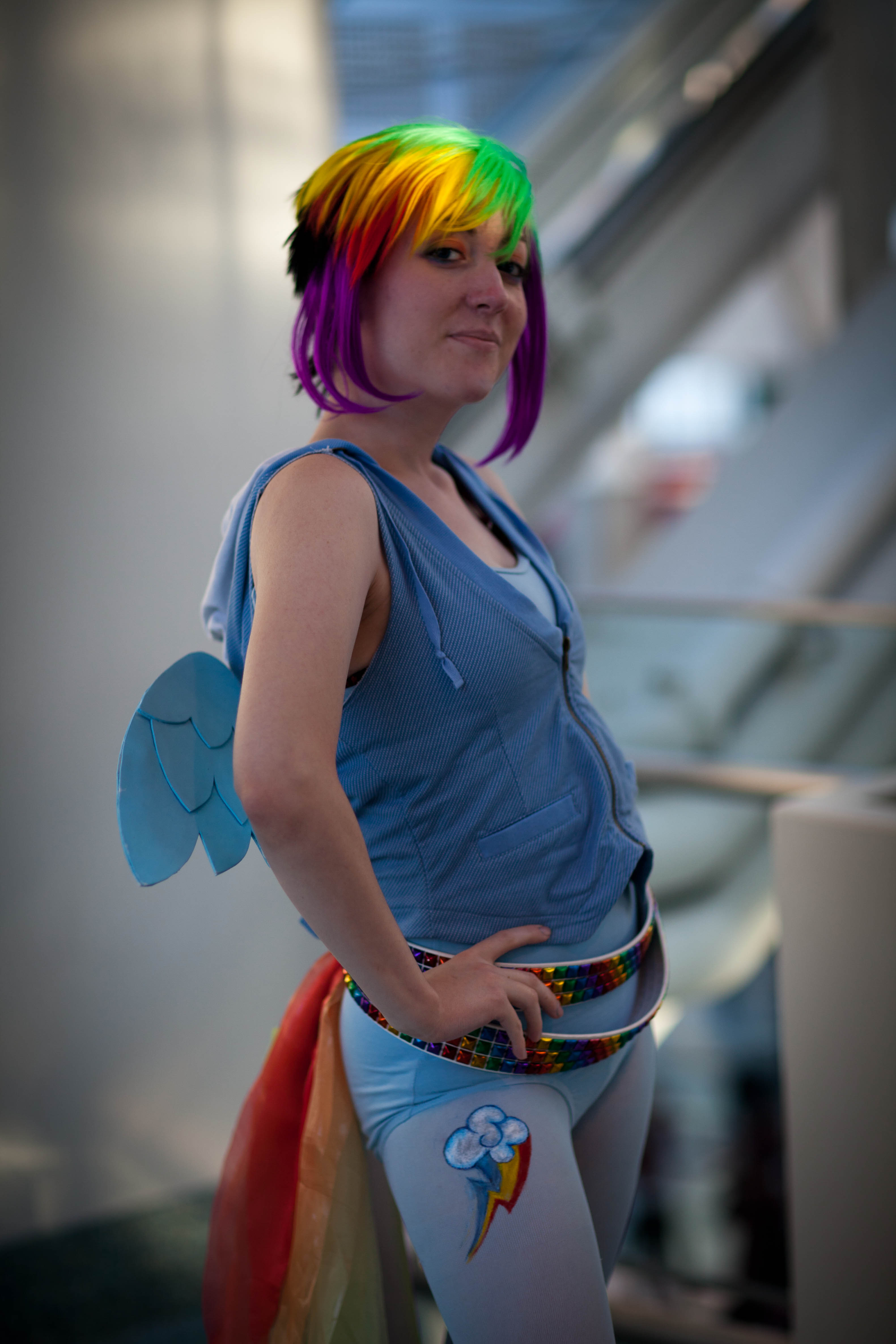
My Little Pony Film Cosplay Anime Expo (2011)

También llamadas fanfics (del inglés, fan fiction), son historias escritas basadas en la serie o sus personajes. Aunque la lectura de estas historias sea la actividad menos frecuente entre los fans de la serie, los fanfics son el segundo contenido hecho por fans más abundante. La comunidad brony ha creado una gran cantidad de historias de todas clases y temáticas, aunque los más comunes son de comedia, drama y romance. La mayoría de ellos están en inglés y se pueden encontrar en el sitio web FimFiction, aunque también pueden hallarse en otras páginas como Wattpad o FanFiction. Muchos de ellos son de gran calidad y extensión.
Algunos fanfics famosos dentro de la comunidad son:
- Fallout: Equestria: Es un fanfic basado en la saga Fallout, ahora convertido en libro, donde se describen las aventuras de Little Pip (una pequeña unicornio también conocida como The Stable Dweller) y otros ponis que la acompañan en su viaje a través de un mundo post-apocalíptico.

### Contenido lucrativo
La comunidad de fans de My Little Pony, al igual que otras, también crea productos extraoficiales sobre la serie. Aunque algunos de los grupos de merchandising anteriores también pueden ser lucrativos, normalmente no lo son debido a que pueden ser distribuidos de forma gratuita por Internet y no requieren la compra de materiales para su fabricación ni el cobro de gastos de envío para que el comprador pueda recibirlo. De esta forma se define el merchandising de My Little Pony como aquel que se trata de un objeto físico. Aunque hay mucho de productos distintos de ese tipo los más abundantes son:
- Figuras modificadas a partir de las oficiales: Son figuras oficiales de Hasbro modificadas, ya sea para que se parezcan más a los personajes de la serie o para transformarlos en personajes que no tienen su propia figura.

- Peluches: Desde los inicios de la comunidad, los peluches han sido unos de los productos más apreciados y queridos por los fans de la serie. Debido a que no existían peluches oficiales de Hasbro, un grupo de fans se dedicó a hacer negocio vendiendo peluches hechos por ellos mismos, lo que se ha convertido en una de las actividades más lucrativas que tienen a ver con My Little Pony, con precios que van desde los 20 dólares hasta más allá de 4,000.

- Ropa: La compra de camisetas, sudaderas, pulseras y otras prendas de vestir que tengan relación con la serie es una actividad bastante común entre los bronies, ya que este tipo de artículos permiten identificarlos como fans de la serie. A raíz de esto, varias tiendas de camisetas adquirieron los derechos para poder vender camisetas con los personajes de la serie y crear sus propios diseños. Entre ellas destaca la tienda de camisetas WeLoveFine, con más de 200 diseños de camisetas bronies.

### Contenido polémico
Algunos medios han criticado el material no apto para todo público creado por los fans. En algunos casos, este contenido puede aparecer en búsquedas en Internet que los niños pueden realizar mientras buscan copias en línea del programa, mientras buscan videos o mientras buscan imágenes de personajes del programa. Los fanáticos reconocen que dicho material es generado por un subconjunto del grupo, pero lo consideran "una parte inevitable de cualquier fandom en línea", como lo describe Sadie Gennis de TV Guide, y no se preocupan por esta faceta.

#### Banned From Equestria (Daily)
Es un juego flash de género pornográfico, en la que el jugador, un pony creado por Trixie Lulamoon (personaje de la serie original), debe ser amigo y tener relaciones sexuales con las ponis como pueda lograrlo durante tres días del juego.